# ارمناک سفلی
ارمناک سفلی، روستایی از توابع بخش مرکزی شهرستان میاندوآب در استان آذربایجان غربی ایران است. این روستا در ۴ کیلومتری جاده میاندواب مهاباد در سمت راست مسیر جاده میاندواب مهاباد قرار دارد. برخی وجه تسمیه نام این روستا را به دلیل بنیان‌گذاری آن توسط ارمنیان می‌دانند. زبان مردم ساکن این روستا، ترکی آذربایجانی است.

## جمعیت
جمعیت آن ۵۷۱ نفر (۱۱۵ خانوار) بوده‌است؛ و در این روستا مردم به زبان ترکی تکلم دارند.